# Liste der denkmalgeschützten Objekte in Altenmarkt an der Triesting
Die Liste der denkmalgeschützten Objekte in Altenmarkt an der Triesting enthält die 20 denkmalgeschützten, unbeweglichen Objekte der Gemeinde Altenmarkt an der Triesting im niederösterreichischen Bezirk Baden.

## Denkmäler
| Foto  |                 | Denkmal                                                                                              | Standort                                                  | Beschreibung | Metadaten |
| ----- | --------------- | --- | --------------------------------------------------------- | --- | --- |
| ja    | Datei hochladen | Kath. Pfarrkirche hl. Johannes der Täufer und Friedhof HERIS-ID: 58109 Objekt-ID: 68562              | bei Altenmarkt an der Triesting 8 Standort KG: Altenmarkt | Die Kirche von Altenmarkt, erstmals urkundlich erwähnt im frühen 15. Jahrhundert, wurde 1782 zur Pfarrkirche erhoben und danach wesentlich umgestaltet, unter anderem durch den Neubau des Langhauses und des Turms. Von der alten Kirche wurde der zweijochige gotische Chor in den Neubau einbezogen. | BDA-Hist.: Q2082514 Status: § 2a Stand der BDA-Liste: 2025-06-30 Name: Kath. Pfarrkirche hl. Johannes der Täufer und Friedhof GstNr.: 183 Pfarrkirche Altenmarkt an der Triesting                     |
| ja    | Datei hochladen | Pfarrhof HERIS-ID: 49451 Objekt-ID: 53156                                                            | Altenmarkt an der Triesting 9 Standort KG: Altenmarkt     | Der zweigeschoßige Bau mit Walmdach wurde 1785 über einem älteren Vorgängerbau errichtet, die Fassade stammt aus dem Jahre 1960. Im Inneren befindet sich unter anderem ein kreuzgratgewölbter Flur vom Ende des 16. Jahrhunderts. Ein Fenster aus dem 19. Jahrhundert zeigt biedermeierliche Tierdarstellungen auf Butzenscheiben. | BDA-Hist.: Q38033906 Status: § 2a Stand der BDA-Liste: 2025-06-30 Name: Pfarrhof GstNr.: 144 |
| ja    | Datei hochladen | Hausschild Zum Elefanten HERIS-ID: 33593 Objekt-ID: 31225                                            | Altenmarkt an der Triesting 14 Standort KG: Altenmarkt    | Der ehemalige Gasthof (?) ist ein Zwerchhof mit lang gestreckten Stalltrakt und dient heute als Wohnhaus. Die ursprüngliche Fassade wurde zu Anfang des 20. Jahrhunderts zerstört, ein schmiedeeisernes Gasthausschild „Zum Elefanten“ ist mit 1740 bezeichnet. Anmerkung: Schild nicht auffindbar, Fassade wurde 2009 renoviert. | BDA-Hist.: Q37952890 Status: Bescheid Stand der BDA-Liste: 2025-06-30 Name: Hausschild Zum Elefanten GstNr.: 511                                                                                      |
| ja    | Datei hochladen | Marienkapelle HERIS-ID: 66745 Objekt-ID: 79653 marterl.at: 13844                                     | Standort KG: Altenmarkt                                   | Die auch als Nepomuk-Kapelle bezeichnete Marienkapelle wurde 1763 zum Dank für glimpflich überstandene Unfälle entlang der alten Straße (Via Sacra) errichtet. | BDA-Hist.: Q38114263 Status: § 2a Stand der BDA-Liste: 2025-06-30 Name: Marienkapelle GstNr.: 493/4 Marienkapelle, Altenmarkt an der Triesting                                                        |
| ja    | Datei hochladen | Pfarr- und Wallfahrtskirche Mariae Himmelfahrt HERIS-ID: 50010 Objekt-ID: 54469                      | Klein-Mariazell 1 Standort KG: Kleinmariazell             | Die Basilika von Klein-Mariazell war ursprünglich die Stiftskirche eines im 12. Jahrhundert gegründeten Klosters. Die dreischiffige Pfeilerbasilika mit Querhaus, Chorquadrat und drei Apsiden wurde von 1752 bis 1759 aufwändig barockisiert. 1782 erfolgte die Aufhebung des Klosters (später privatisiert und 1964 abgetragen) und die Klosterkirche wurde zu einer Pfarrkirche. Von 1994 bis 1998 fand eine Generalrenovierung statt, inklusive Neuerrichtung eines Saales und Nebenräumen. 2007 erfolgte die Erhebung der Pfarr- und Wallfahrtskirche zur Basilica minor. | BDA-Hist.: Q15694734 Status: § 2a Stand der BDA-Liste: 2025-06-30 Name: Pfarr- und Wallfahrtskirche Mariae Himmelfahrt GstNr.: 711/1 Kleinmariazell - Basilica                                        |
| ja    | Datei hochladen | Anlage Meierhof des ehem. Stiftes Kleinmariazell HERIS-ID: 205220seit 2021                           | Klein-Mariazell 2 Standort KG: Kleinmariazell             | Eines der Nebengebäude des ehemaligen Klosters Kleinmariazell | BDA-Hist.: Q107521261 Status: Bescheid Stand der BDA-Liste: 2025-06-30 Name: Kleinmariazell - Anlage Meierhof des ehem. Stiftes Kleinmariazell GstNr.: 713/6, 713/5 Kloster Kleinmariazell - Meierhof |
| ja BW | Datei hochladen | Ehem. Stiftskeller von Kleinmariazell HERIS-ID: 113948 Objekt-ID: 132339seit 2021                    | Klein-Mariazell 43a Standort KG: Kleinmariazell           | Der ehemalige Stiftskeller wurde 1753 für die Lagerung von bis zu 200.000 Liter Wein errichtet. Im Untergeschoß sind hohe barocke Gewölbe erhalten. | BDA-Hist.: Q105682688 Status: Bescheid Stand der BDA-Liste: 2025-06-30 Name: Ehem. Stiftskeller von Kleinmariazell GstNr.: 696/1                                                                      |
| ja    | Datei hochladen | Ehem. Benediktinerabtei Klein-Mariazell HERIS-ID: 66776 Objekt-ID: 79684                             | Standort KG: Kleinmariazell                               | Nach Aufhebung des Klosters 1782 und späterer Privatisierung, erfolgte 1964 der weitgehendste Abbruch des ehemaligen Klostergebäudes wegen Baufälligkeit. | BDA-Hist.: Q15849264 Status: § 2a Stand der BDA-Liste: 2025-06-30 Name: Ehem. Benediktinerabtei Klein-Mariazell GstNr.: 711/1 Kloster Kleinmariazell                                                  |
| ja    | Datei hochladen | Kath. Pfarrkirche, Wallfahrtskirche Unsere liebe Frau in Hafnerberg HERIS-ID: 66787 Objekt-ID: 79695 | Hafnerberg 13 Standort KG: Nöstach                        | Die barocke Pfarr- und Wallfahrtskirche in Hafnerberg wurde im 18. Jahrhundert an Stelle einer unwesentlich älteren Kapelle errichtet. Sie enthält bedeutende Fresken von Josef Ignaz Mildorfer. | BDA-Hist.: Q2542823 Status: § 2a Stand der BDA-Liste: 2025-06-30 Name: Kath. Pfarrkirche, Wallfahrtskirche Unsere liebe Frau in Hafnerberg GstNr.: 782/1 Wallfahrtskirche Hafnerberg                  |
| ja    | Datei hochladen | Kloster der Herz-Jesu-Priester HERIS-ID: 66790 Objekt-ID: 79699                                      | Hafnerberg 13 Standort KG: Nöstach                        | Barocker Zentralbau mit beherrschender Doppelturmfassade, 1729–1740 nach Plänen von Daniel Dietrich erbaut. Einheitliche Ausstattung und Einrichtung aus den Jahren 1741–1771. | BDA-Hist.: Q38114463 Status: § 2a Stand der BDA-Liste: 2025-06-30 Name: Kloster der Herz-Jesu-Priester GstNr.: 782/19                                                                                 |
| ja    | Datei hochladen | Pfarrhof HERIS-ID: 66792 Objekt-ID: 79701                                                            | Hafnerberg 74 Standort KG: Nöstach                        | Hakenförmiger zweigeschoßiger Bau nordwestlich der Kirche, 1739 erbaut, 1987 restauriert und teilweise umgebaut. | BDA-Hist.: Q38114490 Status: § 2a Stand der BDA-Liste: 2025-06-30 Name: Pfarrhof GstNr.: 787/2 |
| ja    | Datei hochladen | Kirchenruine der ehem. Pfarrkirche hl. Martin HERIS-ID: 66799 Objekt-ID: 79708                       | Standort KG: Nöstach                                      | Baujahr unbekannt; 1154 in Filialkirche umgewandelt und von Mariazell in Österreich aus betreut; 1786 aufgehoben und dem Verfall preisgegeben | BDA-Hist.: Q38114510 Status: § 2a Stand der BDA-Liste: 2025-06-30 Name: Kirchenruine der ehem. Pfarrkirche hl. Martin GstNr.: 727/1                                                                   |
| ja    | Datei hochladen | Kirchenruine St. Pankratius, Pankrazenburg HERIS-ID: 34682 Objekt-ID: 33036                          | nordwestlich Nöstach 60 Standort KG: Nöstach              | Die Ersterwähnung erfolgte um 1260. 1401 wird die Kirche als Filialkirche unter dem Patronat des Stiftes Mariazell genannt. Nach der Zerstörung durch die Türken wurde sie wiederaufgebaut und dabei im Inneren barockisiert. 1784 erfolgte die Aufhebung unter Kaiser Josef II, danach trat der Verfall ein. | BDA-Hist.: Q37959566 Status: Bescheid Stand der BDA-Liste: 2025-06-30 Name: Kirchenruine St. Pankratius, Pankrazenburg GstNr.: 182/2 Kirchenruine St. Pankraz, Nöstach                                |
| ja    | Datei hochladen | Heiliger Brunnen HERIS-ID: 66802 Objekt-ID: 79711                                                    | bei Sankt Corona am Schöpfl 21 Standort KG: St. Corona    | Die Plastik der Heiligen Dreifaltigkeit unter gusseisernem Baldachin stammt aus der 2. Hälfte des 19. Jahrhunderts. | BDA-Hist.: Q38114536 Status: § 2a Stand der BDA-Liste: 2025-06-30 Name: Heiliger Brunnen GstNr.: 260/1                                                                                                |
| ja    | Datei hochladen | Pfarr- und Wallfahrtskirche hl. Corona HERIS-ID: 50618 Objekt-ID: 55751                              | Sankt Corona am Schöpfl 24 Standort KG: St. Corona        | Die Pfarr- und Wallfahrtskirche westlich des Ortszentrums von St. Corona am Schöpfl ist ein barocker Bau von 1720, mit eingezogenem Chor und vorgestelltem Westturm. | BDA-Hist.: Q18629833 Status: § 2a Stand der BDA-Liste: 2025-06-30 Name: Pfarr- und Wallfahrtskirche hl. Corona GstNr.: 222/1 Saint Corona Church (St. Corona am Schöpfl)                              |
| ja    | Datei hochladen | Wohnhaus, ehem. Schule HERIS-ID: 66806 Objekt-ID: 79715                                              | Thenneberg 38 Standort KG: Thenneberg                     | Eingeschoßiger Bau unter Walmdach, um 1900 erbaut. | BDA-Hist.: Q38114556 Status: § 2a Stand der BDA-Liste: 2025-06-30 Name: Wohnhaus, ehem. Schule GstNr.: 102                                                                                            |
| ja    | Datei hochladen | Kath. Filialkirche Zum Leidenden Heiland HERIS-ID: 50709 Objekt-ID: 55949                            | bei Thenneberg 40 Standort KG: Thenneberg                 | Die spätbarocke Wallfahrts- und ehemalige Pfarrkirche von Dornau entstand aus einer 1766 geweihten Kapelle, die später mehrmals umgestaltet und erweitert wurde. | BDA-Hist.: Q2542825 Status: § 2a Stand der BDA-Liste: 2025-06-30 Name: Kath. Filialkirche Zum Leidenden Heiland GstNr.: 882 Wallfahrtskirche Dornau                                                   |
| ja    | Datei hochladen | Figurenbildstock hl. Johannes Nepomuk HERIS-ID: 66810seit 2022                                       | bei Thenneberg 40 Standort KG: Thenneberg                 | Diese Nischenfigur des hl. Johannes Nepomuk stammt aus der Mitte des 18. Jahrhunderts. | BDA-Hist.: Q112893303 Status: Bescheid Stand der BDA-Liste: 2025-06-30 Name: Figurenbildstock hl. Johannes Nepomuk GstNr.: 846/1                                                                      |
| ja    | Datei hochladen | Johannes Nepomuk-Kapelle HERIS-ID: 66807 Objekt-ID: 79716                                            | Standort KG: Thenneberg                                   | Statue des hl. Johannes Nepomuk in einer Kapelle mit weiter Segmentbogennische, Ende des 18. Jahrhunderts. | BDA-Hist.: Q38114565 Status: § 2a Stand der BDA-Liste: 2025-06-30 Name: Johannes Nepomuk-Kapelle GstNr.: 843/16                                                                                       |
| ja    | Datei hochladen | Bildstock HERIS-ID: 66811 Objekt-ID: 79720                                                           | Standort KG: Thenneberg                                   | Das Scheder-Denkmal ist dem mutigen Soldaten Ferdinand Scheder gewidmet, der am 7. Mai 1824 als zwölftes Kind des Ehepaares Joseph und Magdalena Scheder geboren wurde und am 28. Februar 1849 nach der Schlacht von Szolnok seinen Verletzungen erlegen ist (aufgrund seiner außergewöhnlichen Leistung erhielt er noch kurz vor seinem Tod die goldene Tapferkeitsmedaille). | BDA-Hist.: Q38114585 Status: § 2a Stand der BDA-Liste: 2025-06-30 Name: Bildstock GstNr.: 846/1 Schederdenkmal                                                                                        |